# صنوبر أجرد
صنوبر أجرد (الاسم العلمي:Pinus glabra) هو نوع من النباتات يتبع جنس الصنوبر من فصيلة الصنوبرية.

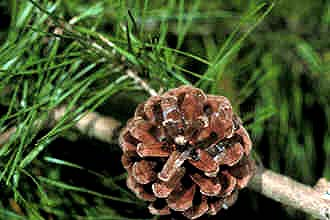
Pinus glabra foliage and cone
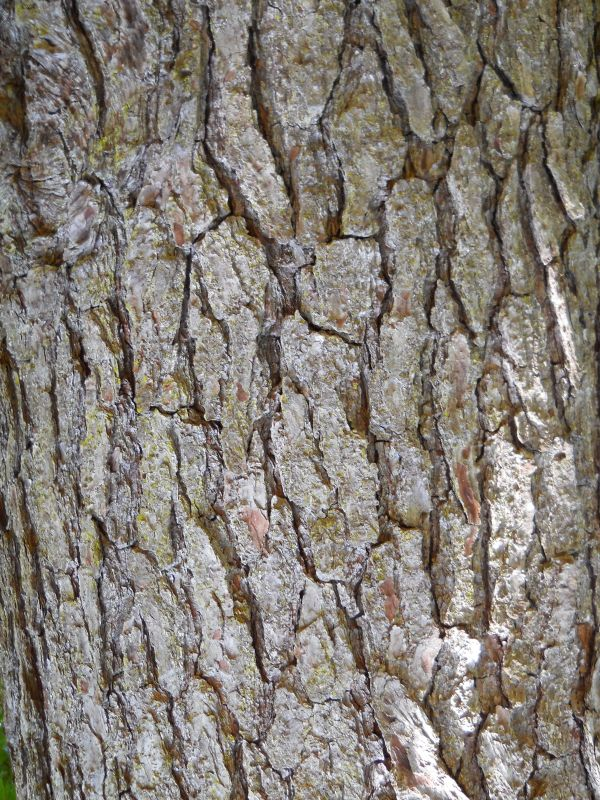
Bark of mature Pinus glabra